# Willem Ernest van Knobelsdorff
Willem Ernest baron van Knobelsdorff (Den Haag, 15 juli 1916 - Beetsterzwaag, 18 april 1975) was een Nederlandse politicus.

## Leven en werk
Van Knobelsdorff, lid van de familie Van Knobelsdorff, was een zoon van Frederik Wilhelm Adriaan Karel baron van Knobelsdorff (1865-1932) en Jantje Bredewout (1890-1972). Hij trouwde met Mary Cecilia Erica Belinfante; uit dit huwelijk werden vijf kinderen geboren. Zijn broer Johannes (1917) was burgemeester van Goedereede, Stellendam en Sassenheim. Hij studeerde economie in Amsterdam en Rotterdam. Door de oorlog kon hij deze studie pas in 1946 afronden. Hij was adjunct-inspecteur (1946) bij de Thesaurie-inspectie van het departement van Financiën. In 1947 werd hij financieel medewerker bij de Bataafse Petroleum Maatschappij, in 1950 bedrijfseconoom bij de Shell. Hij trad in die tijd ook toe tot het bestuur van uitgeverij Belinfante in Den Haag, waarvan hij in 1954 directeur werd.
In 1955 werd Van Knobelsdorff benoemd tot burgemeester van Reeuwijk. In 1962 volgde zijn benoeming in Smallingerland. Hij was sinds 1973 officier in de Orde van Oranje-Nassau. De burgemeester kwam om bij een auto-ongeluk.

## Trivia
- In Drachten is het Van Knobelsdorffplein naar hem vernoemd.[4]
- Ook is er in 1972 een standbeeld door kunstenaar Leo Schatz opgericht als eerbetoon aan hem toen hij in de jaren '60 van de twintigste eeuw een rol speelde in de economische en culturele bloei van Drachten. Dit kunstwerk stond op het Van Knobelsdorffplein, maar bevond zich in 2012 aan de Reidingweg in Drachten.[5]